# TEN Cricket
TEN Cricket to stacja telewizyjna nadająca krykiet 24 godziny na dobę. Posiada prawa do transmisji meczów reprezentacji Pakistanu, Południowej Afryki, Sri Lanki, Zimbabwe i Indii Zachodnich. Nadaje z sieci kablowych i platform cyfrowych w Indiach, Sri Lance i USA.